# Mario Đurovski
Mario Gjurovski (Skopje, Macedonia del Norte, 11 de diciembre de 1984), futbolista macedonio. Juega de volante.

## Selección nacional
Ha sido internacional con la Selección de fútbol de Macedonia del Norte, ha jugado 11 partidos internacionales y ha anotado 2 gol.

## Clubes
| Club                 | País                | Año         |
| -------------------- | ------------------- | ----------- |
| F. K. Vardar         | Macedonia del Norte | 2000 - 2003 |
| Stade Rennes         | Francia             | 2003 - 2005 |
| F. K. Bežanija       | Serbia              | 2005 - 2007 |
| F. K. Vojvodina      | Serbia              | 2007 - 2010 |
| Metalurh Donetsk     | Ucrania             | 2011 - 2012 |
| Muangthong United FC | Tailandia           | 2013 - 2015 |
| Bangkok United       | Tailandia           | 2016 - 2017 |
| Bangkok Glass        | Tailandia           | 2018        |
| Muangthong United FC | Tailandia           | 2018 - 2019 |